# Bergbeamter
Als Bergbeamte bezeichnet man alle beim Bergbau angestellten Beamten. Im engeren Sinn sind Bergbeamte die vom Staat bestellten Beamten. Sie können entweder als Mitglieder einer Bergbehörde oder eines Bergamts tätig sein oder selbst eine Bergbehörde bilden. Bergbeamte sind mit der Ausübung der Rechte und Pflichten, die dem Staat bezüglich des Bergbaues auf alle unter das Berggesetz fallenden Mineralien zukommen, vertraut.

## Allgemeines
In der Regel waren die Aufgaben und Kompetenzen sowie die hierarchische Stellung und Rangfolge der Bergbeamten klar geregelt. Es gab aber auch Zeiten und Gegenden, in denen ihre Bezeichnungen und die hierarchische Stellung nicht eindeutig geregelt waren. So war beispielsweise der höchste Bergbeamte des Landes der Berghauptmann, der gelegentlich auch als Oberberghauptmann bezeichnet wurde. Grundsätzlich wurden Bergbeamte in zwei Gruppen unterteilt, in Bergbeamte von der Feder und Bergbeamte vom Leder. Die Bergbeamten von der Feder waren Personen, die die Rechte (Jura) studiert hatten. Sie arbeiteten sich erst während ihrer beruflichen Tätigkeit in die Praxis des Berg- und Hüttenwesens ein. Sie waren mit Verwaltungsaufgaben beauftragte Bergbeamte. Zu den Bergbeamten von der Feder zählten der Zehntner, der Bergschreiber und der Berggegenschreiber. Die Bergbeamten von Leder waren im technischen Bereich tätige Bergbeamte. Sie waren die oberen Betriebsbeamten. Zu ihnen gehörten die Berggeschworenen, der Bergmeister und der Obermarkscheider. Im Laufe des 19. Jahrhunderts kam noch eine dritte Gruppe Beamte hinzu, die Grubenbeamten. Hierzu zählten die Steiger, die Betriebsführer, die Werkmeister, die Markscheider und die Schichtmeister. Diese Beamtengruppe waren keine staatlichen Beamten, sondern Privatbeamte, dennoch wurden sie zeitweise ohne Mitwirkung der Bergwerkseigentümer vom Bergamt bestellt und vereidigt. Äußerlich erkennbar waren Bergbeamte durch die Rangabzeichen an ihrer Uniform, die durch weitere Kleidungsstücke wie z. B. den Schachthut, den gefütterten Kniebügel und das mit Tressen oder goldenen Schnüren verzierte Bergleder, sowie den speziell geschmückten Berghäkel erweitert wurden. Neben bestimmten Rechten hatten Bergbeamte auch bestimmte Verbote zu beachten. So war Bergbeamten beispielsweise der Erwerb von Bergwerkseigentum aus ihrem Dienstverhältnis heraus untersagt.

## Ausbildung der Bergbeamten
Die Ausbildung der Bergbeamten erfolgte auf unterschiedliche Art und Weise. Die Ausbildung der Betriebsbeamten erfolgte überwiegend im Erlernen der praktischen bergtechnischen Fertigkeiten und des bergbaulichen theoretischen Wissens. Die Bergbeamten von der Feder hatten bereits vor Aufnahme ihrer beruflichen Tätigkeit ein Studium der Rechte abgeschlossen. Außerdem gab es noch die Ausbildung für die Privat-Grubenbeamten, die an den Bergschulen erfolgte. Die praktischen Fertigkeiten der späteren Betriebsbeamten wurden ihnen in der beruflichen Praxis, in der sie als Hauer tätig waren, vermittelt. Das theoretische Wissen wurde an der Bergschule erlernt. Bei den Privat-Grubenbeamten erfolgte bereits auf der Bergschule eine Trennung zwischen den künftigen Steigern und den höheren Grubenbeamten wie dem Betriebsführer. Bis in die erste Hälfte des 18. Jahrhunderts legte man bei der Ausbildung der Betriebsbeamten den Fokus auf die praktische Ausbildung, die theoretische Schulung beschränkte sich auf die Vermittlung von Kenntnissen der Mechanik. Allerdings ging man im Laufe des 18. Jahrhunderts dazu über, den Gruben- und Hüttenbeamten neben der praktischen auch eine wissenschaftliche Ausbildung zu geben. So wurden den Absolventen Kenntnisse über Arithmetik, Geometrie, Trigonometrie, Mechanik und Hydraulik vermittelt. Weitere Fächer, wie beispielsweise die Geschichte des Bergbaues, die Probierkunde, die Bergbaukunde, die Vermessungskunde und das Bergrecht, kamen im Laufe der Jahre hinzu.

## Besoldung / Bezahlung der Bergbeamten
Die Besoldung der Bergbeamten wurde im Laufe der Jahre in den jeweiligen Bergrevieren unterschiedlich geregelt. Bis ins 18. Jahrhundert erfolgte im Harzer Bergbau die Besoldung über den Zehnt. Hinzu kam das Fahrgeld für die oberen Bergbeamten vom Leder. Zudem erhielt der Reviergeschworene von jedem Bohrhauer, Ausschläger und Holzarbeiter noch ein sogenanntes Stuffengeld. Hinzu kamen noch Revisionsgebühren für den Bergschreiber. Im Königreich Hannover erfolgte im 19. Jahrhundert die Besoldung der Bergbeamten aus der Zehnt-Casse. Ab der zweiten Hälfte des 19. Jahrhunderts wurden die Gruppe der Grubenbeamten von den Bergwerksbetreibern direkt besoldet. In der ersten Hälfte des 20. Jahrhunderts trat die Besoldungsverordnung in Kraft. Die Besoldung der Bergbeamten erfolgte von nun an durch den Staat aus dem allgemeinen Steueraufkommen.

## Bergbeamte im Wandel der Zeit
Die Namen, Titel und Hierarchien der Bergbeamten waren je nach, Sprachgebrauch der jeweiligen Region, Bergordnung und Zeit unterschiedlich geregelt. Dadurch kam es vor, dass manche Bergbeamte trotz gleichem Titel mal in der Rangfolge eine höhere, mal eine niedrigere, hierarchische Stellung hatten als Bergbeamte mit gleichem Titel zu anderen Zeiten.

### Von den Anfängen bis in die 2. Hälfte des 18. Jahrhunderts.
Bis ins 12. Jahrhundert war das Bergrecht reines Gewohnheitsrecht, Bergordnungen, die den Umgang mit dem Bergbau und den Bergbau als solches regelten, gab es noch nicht. Zwar gab es bereits eine Form der Berggerichtsbarkeit durch die Bergschöffenstühle, jedoch wurde erst Anfang des 13. Jahrhunderts das erste Bergrecht von Trient als Gesetz niedergeschrieben. Im Jahr 1212 wurde erstmals ein Bergmeister als oberster Leiter eines Bergwerks im Stift Admont erwähnt. Im Jahr 1249 wurde das Iglauer Bergrecht erlassen, das die Basis für spätere Bergordnungen bildete. Im Freiberger Bergrecht wurde die Funktion des Bergmeisters, der auch oberster Verleiher war, geregelt. In der Kuttenberger Bergordnung wird der königliche Urburer als höchster Bergbeamter und Bergrichter genannt. Die Funktion des Bergrichters und des Bergmeisters sind teilweise nicht immer eindeutig voneinander zu unterscheiden. Als weitere Bergbeamte und deren Funktionen nennt Georgius Agricola in seinem Buch vom Berg- und Hüttenwesen, den Berghauptmann, die Geschworenen, den Bergschreiber, den Gegenschreiber, den Grubenverwalter und den Grubensteiger. Die Aufgabe der gesamten Beamtenschaft bestand im Wesentlichen aus der Verleihung und Vermessung der Längenfelder, Einfordern der Steuern und Verwaltungsaufgaben wie das Führen von Bergbüchern. Hinzu kam die Aufgabe, in bergrechtlichen Sachen zu richten. Im sächsischen Bergbau wurde seit dem 15. Jahrhundert das Direktionsprinzip eingeführt, wodurch die technische und wirtschaftliche Leitung des gesamten Bergbaus bei den Bergbeamten lag. Die Bergbeamten, die allesamt von der Regierung abhingen, handelten nur nach den Befehlen der herrschaftlichen Kammer. Der Besitz von Berganteilen war ihnen nach den damaligen Bergordnungen verboten. Bei Problemen der Gewerkschaften, egal ob technischer oder administrativer Art, bekamen die Gewerken von den Bergbeamten keine Unterstützung. Die Gewerken hatten wo nötig Zubuße zu zahlen und erhielten unter bestimmten Voraussetzungen eine Gewinnzahlung. Zu Beginn des 17. Jahrhunderts kam es zu einer Erörterung mit dem jeweiligen Landesherrn über Nachteil und Nutzen von Kuxbesitzen durch Bergbeamte. Im Laufe des 17. Jahrhunderts entwickelte sich für den Bergbau aus den Aufgaben der Bergbeamten ein komplexes staatliches Abgaben- und Lenkungssystem. Die Gewerken wurden nun auch zur Finanzierung neugegründeter staatlicher Behörden in Form eines Quatembergeldes herangezogen. Seit dem Jahr 1680 war es den Bergbeamten in den Bergrevieren des Oberharzes gestattet, sich auch als sogenannte Beamten-Gewerke zu betätigen. Durch die ständigen neueren staatlichen Abgaben gingen die Gewerken dazu über, in ihren Gruben Raubbau zu betreiben, was wiederum dazu führte, dass z. B. im Jahr 1737 eine renovierte Form der Cleve-Märkischen Bergordnung erlassen wurde.

### Ende des 18. Jahrhunderts bis Mitte des 19. Jahrhunderts
Im Jahr 1792 erfolgte mit der Gründung des Westfälischen Oberbergamtes in Teilen Preußens eine Neugliederung der Bergbehörde. Im Jahr 1794 trat das Allgemeine Landrecht in Kraft, wodurch außer in Sachsen nun auch in gesamt Preußen das Direktionsprinzip eingeführt wurde. Die Folge dieses überregulierten Bergbaus war, dass es eine große Anzahl an Bergbeamten bedurfte. Mittlerweile gab es über 60 unterschiedliche obere Bergbeamtenränge. Diese wurden auch als Bergofficianten bezeichnet. Hinzu kamen noch einmal über 40 untere Beamtenränge, die in drei Klassen unterteilt waren und als Unteroffizianten bezeichnet wurden. Dies lag unter anderem auch daran, dass es Kontrollbeamte gab, die die Arbeit der anderen Beamten kontrollierten, wie z. B. den Einfahrer, der auch die Berggeschworenen kontrollierte. Um die Grubenbeamten und Bergleute disziplinieren zu können, trat in der Mitte der ersten Hälfte des 19. Jahrhunderts eine Anweisung in Kraft, nach der die Revierbeamten Bestrafungen gegen die Grubenbeamten und die Bergleute aussprechen konnten. Im Jahr 1839 trat eine Instruktion für die königlichen Revierbeamten der Steinkohlenreviere Preußens in Kraft. In dieser Instruktion wurde der gesamte Geschäftsbereich der Revierbeamten, die Leitung und der Haushalt des Grubenbetriebs, die Verhütung und Regelung von Schäden durch Wasser und von Grundschäden, die Leitung des Knappschaftswesens und die Bergpolizei geregelt. Es fanden nun regelmäßige Generalbefahrungen von Seiten der Bergbehörde im gesamten Bergrevier statt, um die Ergebnisse des zurückliegenden Jahres zu kontrollieren. Sämtliche dieser Regelungen waren letztendlich eine staatliche Bevormundung der Bergwerksbesitzer durch die Bergbeamten. Dadurch wurde eine Unternehmensführung durch die Bergwerksbesitzer unterbunden, was einen weiteren Ausbau des Bergbaus verhinderte.

### Zweite Hälfte des 19. Jahrhunderts bis 21. Jahrhundert
In der zweiten Hälfte des 19. Jahrhunderts kam es zu mehreren, die Regulierung des Bergbaus betreffende, Gesetzesänderungen. Für die erste Instanz der Bergbehörde waren nun die Revierbeamten mit dem Titel Bergmeister (früher auch Berggeschworner), Bergrat, für die zweite Instanz die Oberbergämter, deren Direktor der Berghauptmann, deren Mitglieder Oberbergräte bez. Geheime Bergräte waren, zuständig. Durch den Wegfall des Direktionsrechtes und die Einführung des Inspektionsprinzips wurden die Aufgaben und Kompetenzen der Bergbeamten reduziert. Insbesondere hatten die Bergbeamten nicht mehr bei der Betriebs- und Vermögensverwaltung der Bergwerke mitzuwirken. Die Bergbeamten hatten sich von nun an nur um bergpolizeiliche Belange, wie die Sicherheit und Gesundheit der Bergleute, die Sicherheit der Grubenbaue und den Schutz der Tagesoberfläche zu kümmern. Durch die Gesetzesänderungen und die dadurch bedingte Reorganisation der Bergbaubürokratie wurden eine Vielzahl von Bergbeamten in den Bergbehörden nicht mehr benötigt. Diese wurden dann, wenn es möglich und nötig war, mit der Leitung der Bergwerke betraut. Die Steiger wurden vom Staatsbeamten zum Privatbeamten. Trotz der voranschreitenden Reorganisation der Bergbehörden und des Abbaus von Bergbeamten kam es auch in den 1880er Jahren noch zu Ernennung der Oberhüttenmeister zu Staatsbeamten. Auch bei den höheren Bergbeamten wurde bis in die erste Hälfte des 20. Jahrhunderts noch viele Titel verliehen und somit eine in fünf Klassen unterteilte Ämterhierarchie geschaffen. Dieses wurde erst ab dem Jahr 1919 durch eine Regelung geändert, nach der Titel nur verliehen werden durften, wenn sie ein Amt oder einen Beruf bezeichneten. Für die Grubenbeamten (Privatbeamten) bedeutete die Gesetzesänderung, dass sie nun ohne eine Einlassung des Bergamtes einen Vertrag mit den Bergwerkseigentümern schließen mussten, welcher dem freien Übereinkommen überlassen war. Dadurch waren die Grubenbeamten der Willkür der Bergwerkseigentümer überlassen. Gegen Ende des 19. Jahrhunderts kam es zu zwei großen Bergarbeiterstreiks, demzufolge die Steiger Anfang des 20. Jahrhunderts eine eigene Berufsorganisation, den Steigerverband, gründeten. Im Verlauf des 20. Jahrhunderts wurde aus den Privatbeamten technische Angestellte.

## Bergbeamte in anderen Ländern
In Norwegen waren als Bergbeamte mehrere Assessoren tätig, die einem Oberberghauptmann unterstellt waren. Für Verwaltung der Betriebsangelegenheiten und die Juristication gab es zur Unterstützung noch einen Oberbergamtschreiber. In Österreich sind als Bergbeamte der Berghauptmann und die Referenten der Berghauptmannschaft tätig, zudem noch mehrere Inspektionsbeamte, die in Zusammenarbeit die Sicherheit der Bergwerksbetriebe beaufsichtigen. In Schweden war das Bergkollegium (Bergcollegium) als oberste Verwaltungs- und Justizbehörde zuständig, dem die zwölf schwedischen Bergämter unterstanden. Das Bergkollegium bestand aus dem Präsidenten, dem Vicepräsidenten, mehreren Bergräten und Assessoren, einem Sekretär, einem Kämmerer und mehreren Notaren und Advokatsfiskalen. Als niedere Bergbeamte waren Obersteiger und Steiger tätig. In Oberschlesien war die königliche Zentralverwaltung zu Zabrze für die Berginspektionen der königlichen Steinkohlenwerke zuständig, deren Leiter königliche Bergwerks-, Hütten- oder Salinendirektoren (Bergräte) waren. In Ungarn wurden die Grubenvorsteher von den Gewerkschaften gewählt und den Berggerichten zur Verpflichtung vorgestellt. Die Bergbehörden werden nur auf Anregung der Gewerkschaften tätig, sie erhalten jährlich von den Gewerken ein Verzeichnis über die Personen und die Kosten der einzelnen Bergwerke.